# Didymodon subandreaeoides
Didymodon subandreaeoides là một loài Rêu trong họ Pottiaceae. Loài này được (Kindb.) R.H. Zander mô tả khoa học đầu tiên năm 1978.